# U-Bahnhof Lutterothstraße

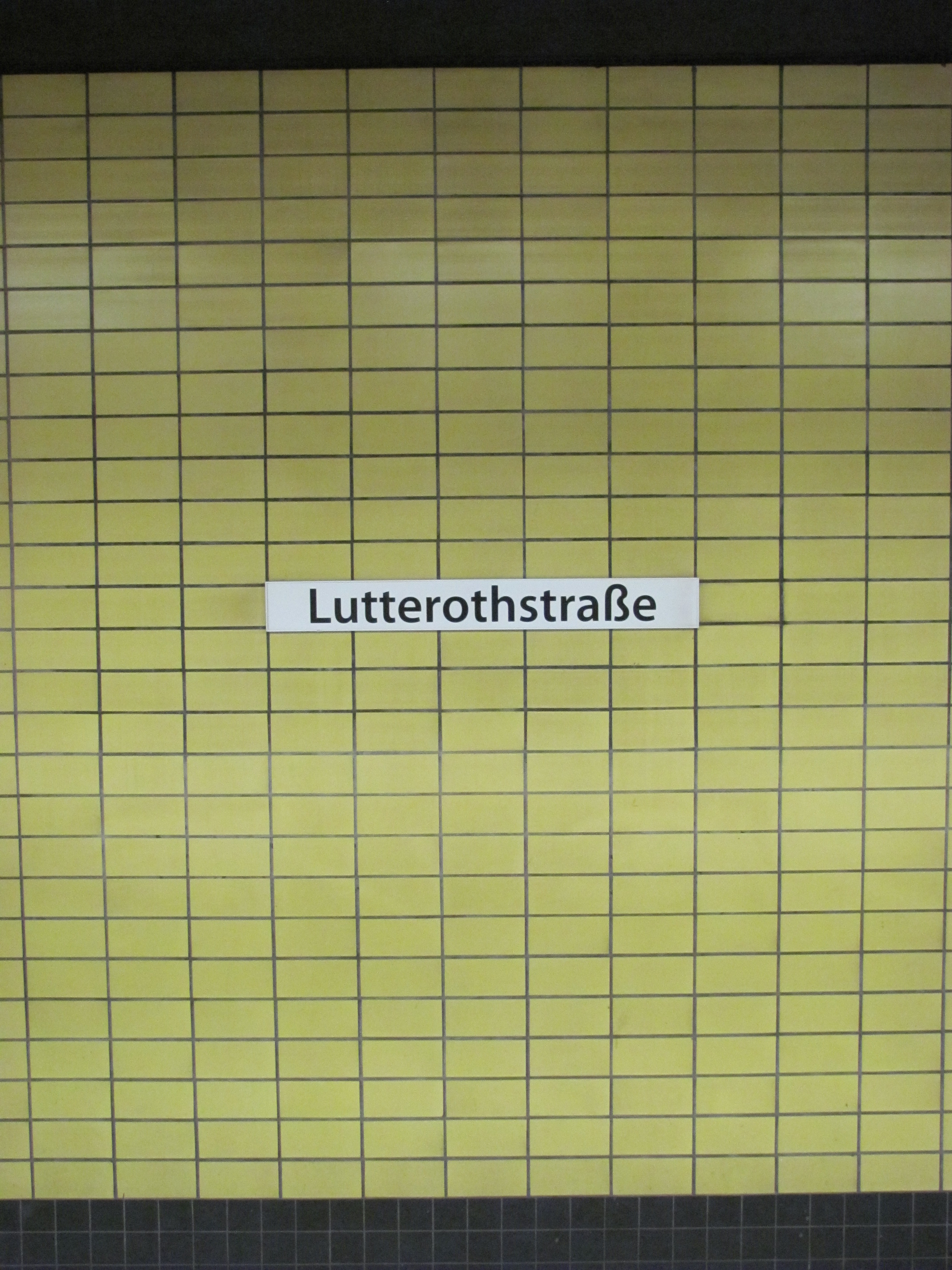
Stationsschild an der Wand

Der U-Bahnhof Lutterothstraße ist eine Tunnel-Haltestelle der Hamburger U-Bahn-Linie U2. Das Kürzel der Station bei der Betreiber-Gesellschaft Hamburger Hochbahn lautet „LT“. Der U-Bahnhof hat täglich 16.272 Ein- und Aussteiger (Mo–Fr, 2019).

## Ausbau und Lage
Die Haltestelle Lutterothstraße liegt in einfacher Tieflage unter der Methfesselstraße, etwa zwischen den Kreuzungen mit dem Eidelstedter Weg im Norden und der namensgebenden Lutterothstraße am Südende. Der U-Bahnhof befindet sich damit direkt auf der Grenze zwischen den Stadtteilen Eimsbüttel und Stellingen. Er verfügt über einen etwa 120 Meter langen Mittelbahnsteig, der an beiden Enden über Treppen mit der Oberfläche verbunden ist. Am Nordende führen diese in eine kleine Zugangshalle an der Hagenbeckstraße.
Am Südende führt eine Treppe auf den Else-Rauch-Platz. An dieser Seite schließt sich an den Bahnsteig außerdem ein etwa 100 Meter langer Fußgängertunnel an, der zwischen den beiden Richtungsgleisen der U-Bahn liegt. Er führt zu einem weiteren Ausgang am Stellinger Weg.
Der Abstand zur Station Osterstraße beträgt etwa 800 Meter, bis Hagenbecks Tierpark sind es fast 1,2 Kilometer.
Es ist auch ein wichtiger Transportweg für die nahe gelegene Lenzsiedlung.

## Geschichte
Der U-Bahnhof Lutterothstraße entstand mit der Verlängerung der damaligen Eimsbütteler Zweigstrecke der U-Bahn in Richtung Lokstedt. Diese Strecke endete an der Haltestelle Hellkamp, die nur etwa 300 Meter vom heutigen U-Bahnhof Lutterothstraße entfernt lag. Da der Abstand zwischen beiden Stationen zu niedrig gewesen wäre, wurde Hellkamp im Jahr 1964 aufgegeben. Es folgte der Rückbau der Station und die Verbindung der Bestandslinie mit der verlängerten U-Bahn-Strecke, zu der auch die neue Station Lutterothstraße gehörte. Im März 1965 konnte der Betrieb wieder aufgenommen werden.
| Linie | Verlauf |
| ----- | --- |
| U 2   | Niendorf Nord – Schippelsweg – Joachim-Mähl-Straße – Niendorf Markt – Hagendeel – Hagenbecks Tierpark – Lutterothstraße – Osterstraße – Emilienstraße – Christuskirche – Schlump – Messehallen – Gänsemarkt (Oper) – Jungfernstieg – Hauptbahnhof Nord – Berliner Tor – Burgstraße – Hammer Kirche – Rauhes Haus – Horner Rennbahn – Legienstraße – Billstedt – Merkenstraße – Steinfurther Allee – Mümmelmannsberg |